# Kermesidae
Famille
Les Kermesidae sont une famille de cochenilles appartenant à la super-famille des Coccoidea. Le genre type est Kermes, qui inclut les cochenilles kermes avec lesquelles on obtient  une teinture rouge (vermillon).
Ces cochenilles présentent un très grand dimorphisme sexuel. 

## Liste des genres
Selon BioLib (15 octobre 2024) :
- Allokermes Bullington & Kosztarab, 1985
- Eriokermes Miller & Miller, 1993
- Kermes Boitard, 1828
- Nanokermes Bullington & Kosztarab, 1985
- Nidularia Targioni Tozzetti, 1868
- Olliffiella Cockerell, 1896